# Številski znak
Števílski znák, tudi lójtra, ograjica, oktotórp, lestev, višaj, je tipografski znak in ime za simbol #, ki se rabi na različne načine, na primer v nekaterih državah za oznako številke/števila ali številske vrednosti (oznaka »#1« npr. pomeni »število ena«). Kot kodna točka je v Unicode U+0023; #; Number sign; 35. Obstaja tudi v standardnem naboru znakov ASCII z isto desetiško vrednostjo 35 in šestnajstiško 0x23.
Znaka # in * se poleg tipk za števke od 0 do 9 nahajata na številčnicah sodobnih telefonov in prenosnih telefonov. V začetku 1960-tih so inženirji v telefoniji poskušali skovati posebni izraz za ta simbol z različicami zapisa: oktotorp, oktothorpe, oktatorp, oktoterp, oktathorpe in oktaterp, vendar noben od teh ni bil na široko sprejet. Ime oktotorp je predlagal Don Macpherson, nadzornik v Bellovih laboratorijih, med predavanji na Kliniki Mayo. Znak # je zelo podoben kitajskima znakoma 井 (džǐng) s pomenom vodnjak, in sopomenki 丼.
V nekaterih državah, npr. v Avstraliji, Kanadi, Rusiji in delih Evrope, se izraz številski znak rabi za znak № z enakim pomenom – kot znak za število.

## Zgodovina
Znak # so začeli uporabljati nekje v 14. stoletju za označevanje teže v funtih. Tedaj se je pojavila latinska kratica lb za libra pondo (teža v funtih). Kot številne druge okrajšave v tem času je bil »lb« zapisan z dodatkom prečne črtice (vijuge). Čez čas so pisci znak poenostavili in iz lb s prečno vijugo je nastal znak #.